# Mata Ratos
Mata Ratos fou una revista d'humor que es va publicar a Barcelona entre 1965 i 1977.
En el panorama de les revistes d'humor fetes al nostre país, és una publicació eclèctica, sense massa pretensions, que jugava a barrejar humor i erotisme de manera una mica barroera, però que va aconseguir sobreviure durant una llarga temporada, i fou la publicació que acollí per primera vegada molts dibuixants de la nova generació d'humoristes gràfics i dibuixants de còmics del postfranquisme com ara Max, Fer o Toni Batllori.
Segons Ivan Tubau, Mata Ratos "no és una gran revista d'humor (...) però algunes de les seves seccions ofereixen un cert interès." També explica que la revista aviat "va comprendre que pel camí de l'humor erótic no es podia anar molt lluny i aviat va donar atenció a l'humor espanyol de certa qualitat (...) alternant noms consagrats (Clarasó, conti...) amb els de nous valors que apareixien, plens d'idees i amb poques pretensions econòmiques." Segons Joaquim Roglan, "Mata Ratos va voler aportar una mica de maduresa al país amb unes portades que per l'època van resultar escandaloses."

## Història
La següent divisió en èpoques és la que consta al llibre Revistes d'Humor a Catalunya 1972-1992. (Col·legi de periodistes de Catalunya, Barcelona, 1996) de Joaquim Roglan.

### Primera època
Editada per Ibero Mundial de Ediciones, el primer número va sortir a la llum el 17 de maig de 1965. La seva periodicitat era setmanal i formaven part del seu equip redaccional dibuixants com Raf, Vicar, José Royo, Bernet Toledano, Mingo i Beltrán, a més de col·laboracions literàries com les de Noel Clarasó o passatemps fets per Ocón de Oro.
En el número 102 hi ha un seguit de canvis de format, pel que es considera que enceta una segona etapa dins d'aquesta primera època. A partir del número 140 les cobertes passen a ser a tot color, i hi apareix el nom del director: Ángel Cuevas Matos. La direcció artística és a càrrec de Carlos Conti, i hi ha tot un seguit de nous fitxatges, com Perich, Gin, Alfons Figueras, Enric de Manuel i González, Pañella, Cesc, Julio Cebrián, Luis, Serafín, Picanyol, Anglés, Ricardo, Allué, Torá, Petrus, Tran, Cubero, Garcia Lorente, Oli, Ja, Oscar, Ivà i Tom, a més de textos signats per Armando Matías Guiu, Turnes, Richart i Pepe Grey (pseudònim de PGarcía).
Al final d'aquesta època Tom Roca passà a dirigir la revista en el que seria el preunderground espanyol, es viuria amb un nou gir en la seva orientació, que incorporà el subtítol de "revista de humor para adultos". També aplegà dibuixants com Vallès, Romeu, Bardagí, Irasaqui, Fer, Joma i Ludovico (pseudònim d'Arnal Ballester).

### Segona època
La darrera època, la revista es torna més contestatària i menys eròtica; enceta la numeració des de zero, passa a ser editada per Garbo Editorial, i la direcció va a càrrec de Tom i Romeu, la mateixa parella que anys més endavant fundarien El Jueves, i farien -juntament amb Perich- de guionistes de Filiprim. Com a redactor en cap figura Luis Vigil i hi firmen escriptors com Moncho Alpuente, Antonio Álvarez-Solís, Bardagí, José González, Maruja Torres i Carmen Umbau; els principals dibuixants seran Kim, Martinmorales, Reiser, Esparbé, Galileo i Carlos Giménez.

### Tercera època
Mata Ratos va deixar de dir-se Mata Ratos, i el març de 1977 va aparèixer als quioscos amb un altre nom: Eh!. Feta pel mateix equip de dibuixants i redactors, va durar uns pocs mesos abans de desaparèixer definitivament dels quioscos.